# Protankyra bankensis
Protankyra bankensis is een zeekomkommer uit de familie Synaptidae.
De wetenschappelijke naam van de soort werd in 1875 gepubliceerd door Hubert Ludwig.